# Syrphophilus tricinctus
Syrphophilus tricinctus är en stekelart som först beskrevs av William Harris Ashmead 1902.  Syrphophilus tricinctus ingår i släktet Syrphophilus och familjen brokparasitsteklar. Inga underarter finns listade i Catalogue of Life.